# Anastassios Mitropoulos
Anastassios "Tasos" Mitropoulos (grec: Τάσος Μητρόπουλος) (23 d'agost de 1957) és un exfutbolista grec de la dècada de 1980.
Fou 77 cops internacional amb la selecció grega. Pel que fa a clubs, defensà els colors de Ethnikos Piraeus, Olympiakos FC, AEK, entre d'altres.

## Palmarès
Olympiakos FC
- Lliga grega de futbol: 1982, 1983, 1987, 1998
- Copa grega de futbol: 1990, 1992

AEK Atenes
- Lliga grega de futbol: 1993, 1994

Panathinaikos FC
- Lliga grega de futbol: 1995
- Copa grega de futbol: 1995
- Supercopa grega de futbol: 1994